# Acer crassum
Acer crassum é uma espécie de árvore do gênero Acer, pertencente à família Aceraceae. A espécie é nativa da província de Iunã, na China.